# Lake Hope, Antarktis
Lake Hope är en sjö i Antarktis. Den ligger i Västantarktis. Argentina, Chile och Storbritannien gör anspråk på området. Lake Hope ligger 262 meter över havet.
I övrigt finns följande vid Lake Hope:
- Five Lakes Valley (en dal)